# Бернсайд (школа)

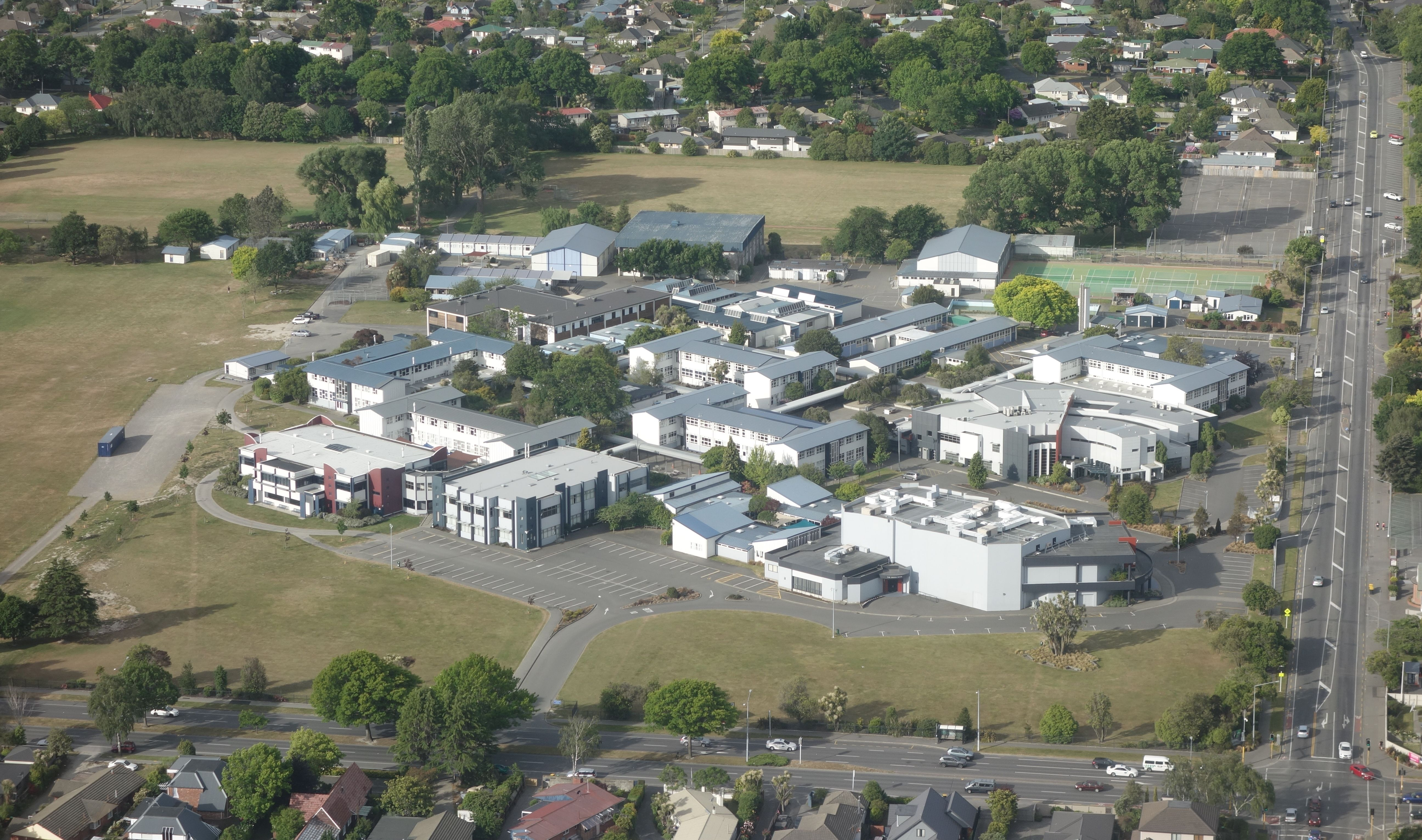
Аэрофотосъёмка старшей школы «Бернсайд»

Старшая школа «Бернсайд» (англ. Burnside High School, маори Waimairi-iri), BHS — государственная средняя школа с совместным обучением, расположенная в Бернсайде, пригороде Крайстчерча на Южном острове Новой Зеландии. По состоянию на 3 марта 2015 года школу посещали 2545 учащихся. Школа является крупнейшей в Новой Зеландии за пределами Окленда и Веллингтона и входит в список пяти крупнейших школ страны.

## История

### Подготовка к открытию школы
30 апреля 1958 года газета The Press сообщила о том, что совет Крайстчерча по среднему образованию рекомендовал построить школу для девочек, на том основании, что в Крайстчерче на тот момент уже существовало 4 школы совместного обучения (в Линвуде, Кашмире, Риккартоне и Арануи), существовала лишь одна школа раздельного обучения — старшая школа для мальчиков в Ширли, и девочек в школах совместного обучения якобы было больше, чем мальчиков.
Столкнувшись с давлением Департамента образования, статистическими выкладками и растущей критикой общественности, 25 июня 1958 года совет Крайстчерча по среднему образованию голосованием в 6 голосов «за» и 4 «против» принял окончательное решение в пользу школы совместного обучения.
В июле 1958 года за школой было закреплено её название — Старшая школа «Бернсайд» (англ. Burnside High School).

### 1959—1969 годы. Правление Джима Кросса
9 сентября 1959 года совет Крайстчерча по среднему образованию официально назначил Джима Кросса (англ. Jim Cross) на должность директора школы
21 октября 1959 года был принят герб школы, представляющий собой стилизованное изображение капустного дерева с латинским девизом.
В январе 1960 года была пошита школьная форма, дизайн которой Джим Кросс обсуждал с родителями учеников на родительском собрании в начальной школе «Бернсайд» 6 августа 1959 года, а сама школа была готова к открытию.

#### Открытие школы (1960)

Первое собрание учащихся школы, 2 февраля 1960 года

2 февраля 1960 года школа открыла свои двери для 230 учащихся. Первое школьное собрание проводилось неподалёку от группы капустных деревьев, растущих на Мемориал-авеню, и имеющих историческую ценность. Эти деревья служили важным ориентиром для многих поколений маори, а затем и европейских поселенцев в Новой Зеландии, что нашло отражение в эмблеме школы. В июне 1960 года школа испытывала сложности с получением разрешения от совета Крайстчерча по среднему образованию на приобретение газового оборудования для лабораторий и печи для обжига для класса художественного мастерства.
В ноябре 1960 года состоялось заседание совета управляющих школы, на котором рассматривался вопрос Кентерберийской ассоциации школьных комитетов о готовности школы к принятию, адаптации и обучению отстающих и малоспособных учеников, согласен ли совет управляющих с тем, что ответственность за обучение таких учеников должны нести не только спецшколы, нужно ли выделять для этого спецклассы, проводить дополнительные практические занятия с отстающими, не приведёт ли это к ухудшению психологической обстановки в школе. Совет постановил, что школа может принять на себя ответственность за обучение отстающих и малоспособных детей, кроме тех случаев, когда ученики проявляют враждебность к процессу обучения.

#### Становление школы (1961—1963)
22 марта 1961 года на заседании совета управляющих школы было принято решение о переносе Дня Открытых дверей на конец года в связи с плановой проверкой школы. Кроме того, было решено, что мероприятие будет проводиться вечером, чтобы не нарушать распорядок учебного процесса. Директор школы, Джим Кросс, отметил, что плановая проверка не несёт никакой особой практической пользы и уделяет слишком много внимания оборудованию и материально-техническому обеспечению школы. «Я бы скорее отдал своего ребёнка к хорошему учителю в пещеру, чем к плохому учителю в хорошо оснащённую школу», сказал он. 25 июня 1961 года школьный совет управляющих рассмотрел предложение о создании ансамбля волынщиков на базе школы при содействии колледжа волынщиков. Джим Кросс отклонил это предложение, назвав его не продуманным до конца. Несколько других членов совета его поддержали. В том же 1961 году совет управляющих школы рассматривал вопрос о переводе курсов первоначальной военной подготовки на добровольную основу, на основании опыта Линвудской средней школы. Совет постановил, что подготовка кадетов в школе ведётся на должном уровне, хорошо влияет на поведение студентов и воспитывает в них лидерские навыки, а следовательно, кадетская подготовка должна остаться в учебном плане школы. Помимо этого, в 1961 году совет управляющих школы поддержал решение о том, что туалетные комнаты для мальчиков и для девочек должны размещаться в разных зданиях школьного комплекса, несмотря на противоположное мнение Департамента образования.
8 декабря 1961 года в своём ежегодном послании на школьной церемонии награждения Джим Кросс отметил, что ожидается увеличение численности учащихся школы до 750 человек в 1962 году и гораздо более в последующий, 1963 год.
В 1962 году был введён курс инженерно-технических исследований, а старшеклассники под руководством преподавателей школы приняли участие в проекте возведения пешеходного моста в «Волнорезах» (англ. The Groynes) — извилистых водно-болотных угодьях к югу от реки Уаимакарири. Кроме того, в 1962 году в школе стали проводиться внеклассные занятия в клубе путешественников, клубе любителей математики, появился кружок любителей игры в мини-гольф.
Кроме того, в 1962 году на повестку дня в совете управляющих школы был вынесен вопрос о противодействии стаям чаек и голубей, которые пачкали территорию школы. Кроме птиц на территории школы были замечены несколько бродячих собак. Подчёркивалось, что никакие меры противодействия не оказывают должного эффекта. Вопрос остался открытым.
Большим достижением 1962 года стало то, что благодаря стараниям волонтёров был построен 20-метровый бассейн. Для его сооружения потребовалось 500 тонн бетона и 10 тонн стали. Для целей строительства родительско-учительская ассоциация сумела собрать 1500 новозеландских фунтов (около 54 000 новозеландских долларов в современных ценах), необходимых для получения субсидии Департамента образования, а привлечение волонтёров помогло сэкономить около 1300—1500 фунтов. 8 декабря 1962 года состоялось официальное открытие школьного бассейна.
В 1963 году в школе впервые были назначены старосты. Первыми старостами стали первый юноша и первая девушка, перешагнувшие порог школы в 1960 году: Мэри Трэверс (Маддрен) (англ. Mary Travers (Maddren)), пришла в школу день открытия в 4:00 утра) и Брайан Хитчон (англ. Brian Hitchon, в день открытия пришёл в школу в 5:30 утра).
В ноябре 1963 года совет управляющих разрешил школьникам при желании носить канотье, не входящие в комплект школьной формы, в качестве головного убора.
В 1963 году школа предложила девушкам старших классов практику в стрельбе из лука в качестве одного из летних видов спорта. Идея занятий этим видом спорта в школе принадлежала старшему преподавателю, Н. Д. Кларк (англ. N. D. Clark), которая во время своей международной практики обратила внимание на то, что стрельба из лука является очень популярным видом спорта в школах Соединённых Штатов Америки. Школа обратилась за помощью к Клубу лучников Крайстчерча, и одно из первых занятий в школе провела чемпионка Новой Зеландии по стрельбе из лука, Д. М. Брауни (англ. D. M. Browne). Эти занятия стали посещать 12 девушек, некоторые из которых приобрели спортивный инвентарь самостоятельно, в то время как часть инвентаря обеспечила школа, а две мишени были сделаны руками школьников на уроках труда и изобразительного искусства.

#### Укрупнение школы (1964—1969)

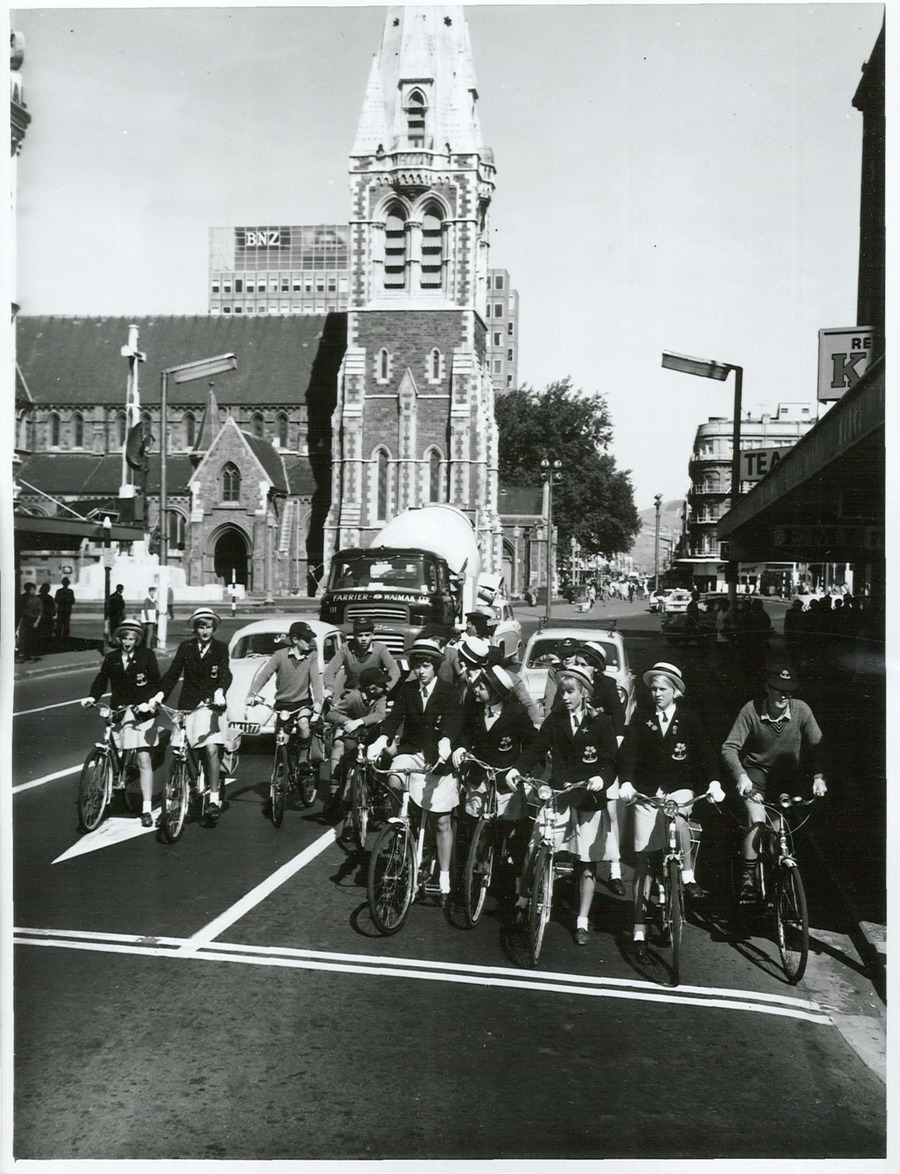
Учащиеся старшей школы «Бернсайд» на улицах Крайстчерча, 1969

13 декабря 1964 года Джим Кросс отчитался перед советом управляющих школы о её переполнении. На тот момент школу посещали 999 учащихся. В преподавательском составе числился 41 человек. Джим Кросс отметил, что зал для собраний был переполнен, а также заявил о необходимости сооружения дополнительной лаборатории.
В апреле 1965 года совет управляющих школы принял решение об изменении школьного расписания. Занятия теперь проводились ежедневно, начинались на 10 минут раньше, с 8:30 утра и продолжались до 15:15, то есть заканчивались на 15 минут позже, чем ранее. Каждый урок длился 40 минут. Таким образом в учебном плане стало 36 недель, на одну учебную неделю больше, чем было до этого. Джим Кросс сказал, что эти изменения позволят более эффективно удовлетворять требованиям Департамента образования в отношении физической подготовки школьников.
В августе 1965 года совет управляющих школы рассмотрел инициативу совета учащихся об отмене головных уборов для юношей. Кепи с эмблемой школы были частью школьной формы, однако их сложно было носить на пышных причёсках, бывших модными в то время. Совет постановил, что в таком случае можно было бы отменить и головные уборы для девушек, но запросил дополнительное обоснование причин инициативы от совета учащихся. В итоге головные уборы в школьной форме были отменены.
В 1968 году школа приняла участие в программе международного обмена студентами American Field Service. Старосты Розмари Лион (англ. Rosemary Lyon) и Билл Лафф (англ. Bill Luff) покинули старшую школу «Бернсайд» и отправились на один год в Америку с девятью другими школьниками региона Кентербери.
В мае 1969 года первый директор школы, Джим Кросс, ушёл в отставку. На этом посту его сменил Аллан Хантер, который был директором школы с 1969 по 1980 годы.
| Количество учащихся старшей школы «Бернсайд» в годы правления Джима Кросса | Количество учащихся старшей школы «Бернсайд» в годы правления Джима Кросса | Количество учащихся старшей школы «Бернсайд» в годы правления Джима Кросса | Количество учащихся старшей школы «Бернсайд» в годы правления Джима Кросса | Количество учащихся старшей школы «Бернсайд» в годы правления Джима Кросса | Количество учащихся старшей школы «Бернсайд» в годы правления Джима Кросса | Количество учащихся старшей школы «Бернсайд» в годы правления Джима Кросса | Количество учащихся старшей школы «Бернсайд» в годы правления Джима Кросса | Количество учащихся старшей школы «Бернсайд» в годы правления Джима Кросса | Количество учащихся старшей школы «Бернсайд» в годы правления Джима Кросса |
|                                                                            | 1960                                                                       | 1961                                                                       | 1962                                                                       | 1963                                                                       | 1964                                                                       | 1965                                                                       | 1966                                                                       | 1967                                                                       | 1968                                                                       |
| -------------------------------------------------------------------------- | -------------------------------------------------------------------------- | -------------------------------------------------------------------------- | -------------------------------------------------------------------------- | -------------------------------------------------------------------------- | -------------------------------------------------------------------------- | -------------------------------------------------------------------------- | -------------------------------------------------------------------------- | -------------------------------------------------------------------------- | -------------------------------------------------------------------------- |
| Form 3 (9-й класс)                                                         | 233                                                                        | 305                                                                        | 305                                                                        | 282                                                                        | 310                                                                        | 297                                                                        | 305                                                                        | 304                                                                        | 310                                                                        |
| Form 4 (10-й класс)                                                        | -                                                                          | 218                                                                        | 296                                                                        | 293                                                                        | 281                                                                        | 294                                                                        | 303                                                                        | 298                                                                        | 294                                                                        |
| Form 5 (11-й класс)                                                        | -                                                                          | -                                                                          | 168                                                                        | 295                                                                        | 293                                                                        | 300                                                                        | 304                                                                        | 307                                                                        | 324                                                                        |
| Form 6 (12-й класс)                                                        | -                                                                          | -                                                                          | -                                                                          | 52                                                                         | 93                                                                         | 93                                                                         | 85                                                                         | 128                                                                        | 170                                                                        |
| Form 6А (выпускники)                                                       | -                                                                          | -                                                                          | -                                                                          | -                                                                          | 19                                                                         | 28                                                                         | 24                                                                         | 29                                                                         | 47                                                                         |
| Итого                                                                      | 233                                                                        | 523                                                                        | 769                                                                        | 922                                                                        | 996                                                                        | 1012                                                                       | 1021                                                                       | 1066                                                                       | 1145                                                                       |

#### Последующие годы
17 февраля 1971 года критическая редакционная статья появилась в газете The Press. В апреле 1971 года председатель совета управляющих школы «Бернсайд», Бернард Зефф и депутат Эрик Холланд представили петицию министру образования Новой Зеландии. Петиция, под которой подписались 3325 человек, содержала требование о запрете предоставления земельных участков на Мемориал-авеню, расположенных в непосредственной близости от школы, для нужд частного строительства. Петиция была принята к рассмотрению.
В 1971 году группе школьников совместными усилиями удалось собрать компьютер. Во главе этой группы были Эвен Фордис (англ. Ewen Fordyce) и Филип Хиндин (англ. Philip Hindin). Сборка велась под руководством преподавателей Дж. Д. Годфри (англ. J.D. Godfrey) и Н. Д. Раша (англ. N.D. Rush). Сборка компьютера велась на протяжении трёх лет. Для достижения поставленной цели школа заказывала комплектующие из Великобритании. После сборки компьютер использовался старшеклассниками для простых вычислений, а также преподавателями в демонстрационных целях.
В 1971 году старшая школа «Бернсайд» в ответ на запрос Комитета Игр Содружества выразила своё согласие на использование школьных спортивных сооружений в период подготовки и проведения Игр Британского Содружества наций в 1974 году.
В 1975 году в рамках оптимизации администрирования школы Аллан Хантер ввёл систему отделений (дивизионов), находясь под влиянием впечатления от посещения больших школ в Чикаго. В школе было создано 4 отделения по 500 учащихся в каждом. Такая организация отличала старшую школу «Бернсайд» от других школ Новой Зеландии того времени. Школа на тот момент стала крупнейшей средней школой в Новой Зеландии. Её посещали около 2000 учащихся, занятия проводили 103 преподавателя. Было сформировано 78 классов, которые занимались в 30 классных комнатах, лекториях и лабораториях.
1979 год Аллан Хантер провёл в составе инспекционной комиссии Департамента образования. Руководство школой в период отсутствия Хантера осуществлял его заместитель, Джон Годфри. После возвращения в школу в 1980 году, Аллан Хантер ушёл в отставку.
31 декабря 1998 года Джон Плимсолл Годфри, третий директор старшей школы «Бернсайд», был награждён Почётным орденом королевы (Q.S.O.).
В 2004 и 2005 годах началось сооружение нового учебного корпуса, библиотеки и административного здания. Они были открыты в 2006 году Хелен Кларк, бывшей в то время премьер-министром Новой Зеландии. В 2010 году школа отметила свой 50-й юбилей, в праздновании которого принял участие Джон Ки — выпускник школы, премьер-министр Новой Зеландии.
В 2005 году за проведение успешного эксперимента в области образования по созданию и развитию крупной школы, создание инновационной школьной структуры, второй директор школы, Аллан Хантер, был награждён новозеландским Орденом Заслуг (MNZM).
После землетрясения в феврале 2011 года здесь занимались учащиеся средней школы Эйвонсайда для девочек. Они вернулись в свою школу лишь в 2012 году. В старшей школе «Бернсайд», практически не пострадавшей в результате землетрясения, были восстановлены водо- и электроснабжение, а сама школа использовалась силами гражданской обороны как центр по распределению питьевой воды и продовольствия.
28 марта 2012 года школа была оцеплена полицией после того, как учащиеся сообщили о том, что видели человека с серебряным пистолетом на территории школы. Полицейские совместно с отрядом по борьбе с вооружёнными преступниками были допущены внутрь, в то время как журналисты остались снаружи школьных ворот. Этот пистолет, найденный полицией, оказался игрушечным. Примерно через 45 минут полицейские сняли тревогу.

## Директоры школы
| Период               | Имя директора                                |
| -------------------- | -------------------------------------------- |
| 1959–1969            | Клифорд Джеймс Кросс (Clifford James Cross)  |
| 1969–1980            | Аллан Дуглас Хантер (Allan Douglas Hunter)   |
| 1981–1998            | Джон Плимсолл Годфри (John Plimsoll Godfrey) |
| 1999–2004            | Грэм Чарльз Ступ (Graham Charles Stoop)      |
| 2004–2009            | Рон Нордейк (Ron Noordijk)                   |
| 2009–2014            | Уорик Магуайр (Warwick Maguire)              |
| 2014–2023            | Фил Холстейн (Phil Holstein)                 |
| 2023–настоящее время | Скотт Хейнс (Scott Haines)                   |

## Контингент учащихся
Старшая школа «Бернсайд», как и многие средние школы Крайстчерча, использует зачисление по спискам для предотвращения переполнения учениками. Автоматическое право на зачисление в школу получают школьники, проживающие на северо-западе Крайстчерча, в зоне, примерно ограниченной улицами Уаиракеи-Роуд (англ. Wairakei Road) на севере, Айдрис-Роуд (англ. Idris Road) и Глендови-Роуд (англ. Glandovey Road) на востоке, Крайк-Роуд (англ. Creyke Road) и Мейдстоун-Роуд (англ. Maidstone Road) на юге, и Рассли-Роуд (англ. Russley Road, шоссе 1) на западе. Эта зона включает в себя территории таких пригородов, как Бернсайд, Бриндвер, Бишопдейл, Фендалтон, Айлем и Эйвонхед. Школьники, проживающие за пределами этой зоны, могут быть зачислены на конкурсной основе по результатам тайного голосования.
В августе 2013 года комиссия по образованию (ERO) провела проверку школы. На тот момент в ней занимались 2416 школьников, в том числе 135 иностранцев; 53 % учащихся были девушками, 47 % — юношами. Этнический состав школьников по состоянию на конец августа 2013 года был таким: 56 % новозеландцы-европейцы (пакеха), 22 % азиаты, 8 % маори, 2 % представителей народов Океании и 12 % представителей прочих народностей.

## Структура

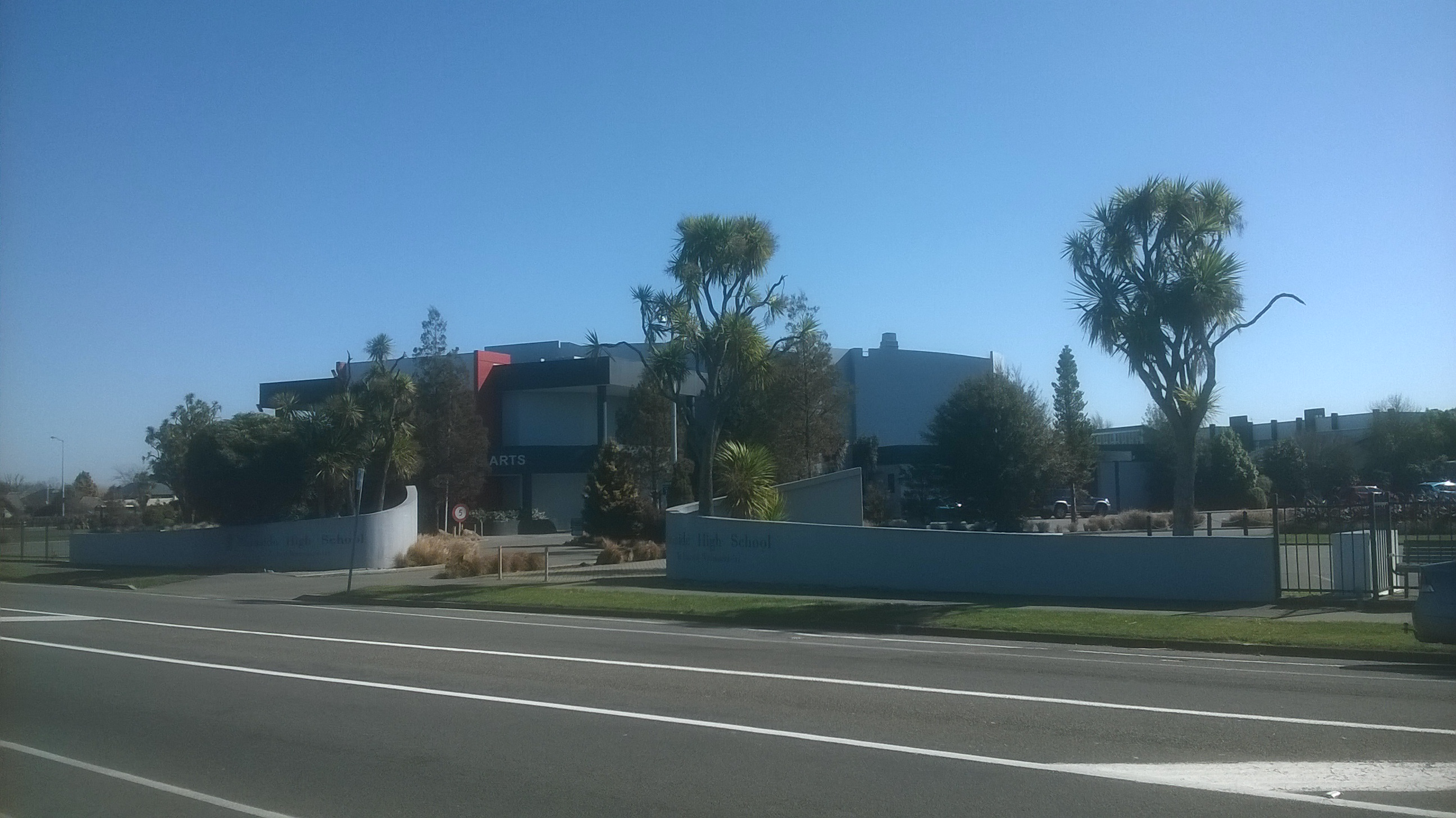
Главный вход старшей школы «Бернсайд», сентябрь 2016

Школа имеет четыре отделения (англ. Divisions): «Север» (англ. North), «Юг» (англ. South), «Запад» (англ. West) и «Выпускники» (англ. Senior). Первые три состоят из школьников 9 — 12 классов, отделение «Выпускники», соответственно, комплектуется только школьниками 13-го года обучения. В каждом отделении есть консультант-методист, по три преподавателя-воспитателя и директор отделения. В отделении «Выпускники», кроме этого, работает консультант по трудоустройству.
Руководящий состав школы по состоянию на начало апреля 2015 года:
директор — Филлип Гольштейн (англ. Phillip Holstein),
заместитель директора — Сандра Сайдуэй (англ. Sandra Sidaway),
помощник директора — Алан Робертсон (англ. Alan Robertson),
директор отделения «Север» — Тим Грокотт (англ. Tim Grocott),
директор отделения «Запад» — Кристина Ашшер (англ. Christine Ussher),
директор отделения «Юг» — Ричард Барнетт (англ. Richard Barnett).

## Герб, девиз, флаг, талисман школы

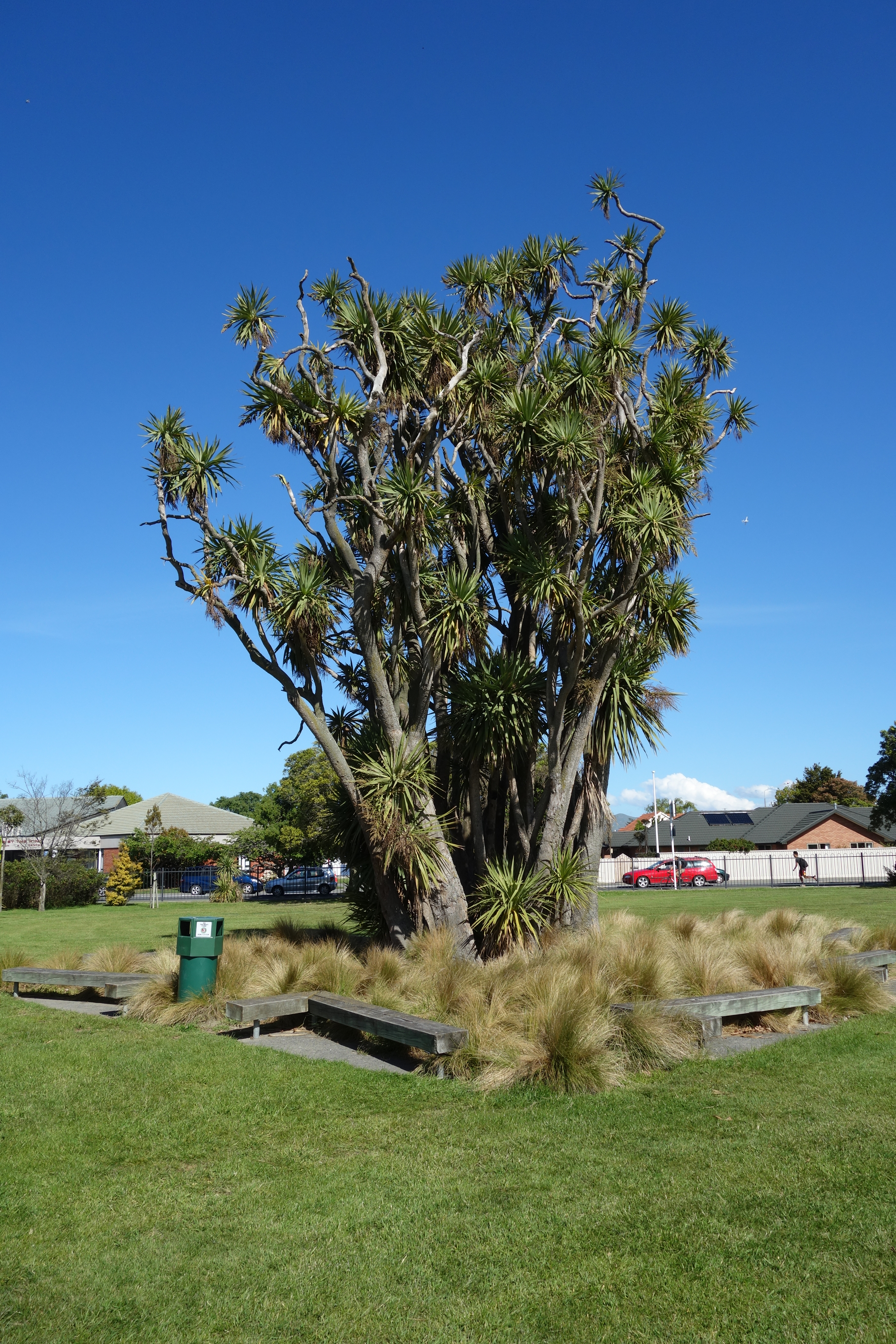
Капустное дерево на территории старшей школы «Бернсайд», ноябрь 2016

Талисманом школы является так называемое «капустное дерево», ввиду исторической важности группы кордилин, растущей на территории школы. Эти деревья были важным географическим ориентиром для племён маори до прибытия европейских поселенцев.
21 октября 1959 года был принят герб школы, представляющий собой стилизованное изображение капустного дерева с латинским девизом. Директор школы, Джим Кросс, представил совету Крайстчерча по среднему образованию дизайн герба, разработанный Дж. М. Томассоном (англ. J. M. Thomasson), бывшим преподавателем изобразительного искусства средней школы Папануи. Кросс также продемонстрировал изображение герба, выполненное в белом цвете, на зелёной кепке школьной формы мальчиков и на зелёном блейзере формы девочек. Как и многие другие директора́, Джим Кросс отметил, что с подбором латинского девиза ему помогал профессор Л.Дж. Покок (англ. L. J. Pocock). Профессор сомневался, что сможет подобрать подходящий вариант, с учётом того, что талисманом школы является капустное дерево, и попросил две недели на размышления, однако вернулся через полтора часа с подходящим вариантом.
На латыни девиз школы звучит как «Recte Sic Dirige Cursum», что можно перевести как «таким образом на верном пути» или «идёте верной дорогой».

## Школьная форма

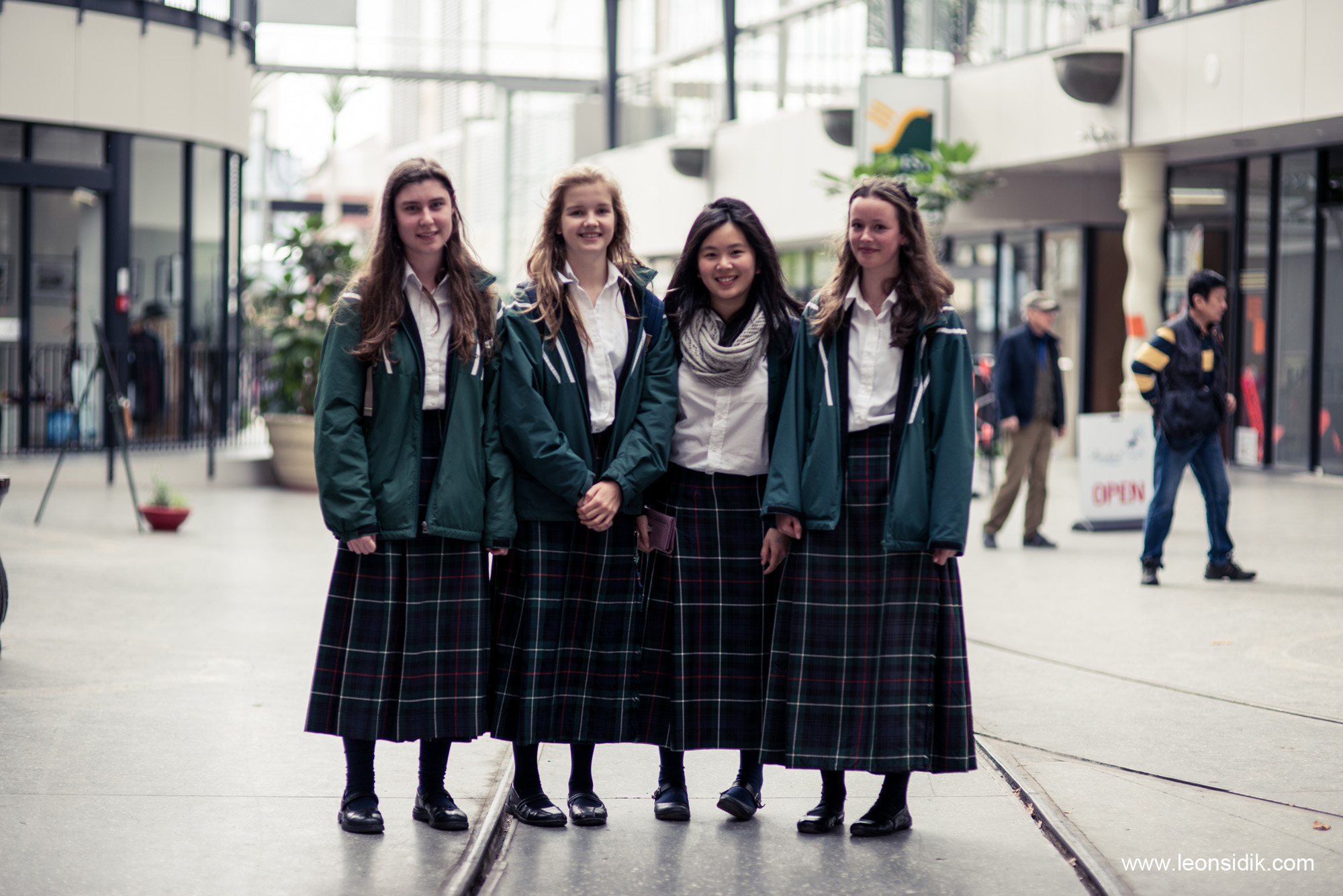
Ученицы старшей школы «Бернсайд» в зимней школьной форме, 15 апреля 2014 года

Дизайн школьной формы Джим Кросс обсуждал с родителями учеников на родительском собрании в начальной школе «Бернсайд» 6 августа 1959 года.
В январе 1960 года школьная форма была пошита; в частности, для девушек вместо традиционных школьных платьев были пошиты юбки в тёмно-зелёную и тёмно-синюю клетку с тонкими белыми полосами (тартан) в стиле шотландских килтов. В дополнение к юбке в комплект школьной формы входили: блуза без рисунка, зелёный галстук, тёмно-зелёный кардиган или блейзер и тёмно-зелёная фетровая шляпа с узкими полями.
В 1973 году юношам было разрешено носить волосы до плеч, при условии ухоженности и чистоты причёски.
В 1974 году выпускникам было разрешено не носить школьную форму на протяжении 8 недель в третьей четверти учебного года.
Цвета нынешней школьной формы: зелёный с белым.

## Здания и сооружения

Расположение школьных зданий и сооружений

Как и многие другие государственные школы Новой Зеландии, открытые в 1960-х годах, школа «Бернсайд» была построена на основе типового проекта Нельсона. Этот проект представляет собой деревянное двухэтажное Н-образное здание. В школе «Бернсайд» таких зданий пять, и они обозначены буквами английского алфавита — A, B, D, E и F. На территории школы находятся: библиотека, административное здание (в котором размещаются медицинский пункт и студенческий офис), два гимнастических зала, бассейн, школьная столовая, актовый зал на 750 мест, а также различные спортплощадки и корты, общей площадью 16,2 гектар.
Здания школы образуют собой комплекс, в котором выделяется 14 блоков различной направленности. Эти блоки, в том числе классные комнаты, обозначаются буквами от A до N, а также X. Предназначение некоторых из них:
- блок A — естественно-научные предметы,
- блок B — английский язык,
- блок C — мастерская,
- блок D — математика (в том числе половина пристройки к блоку D),
- блок F — выпускники (13-го года обучения),
- блок I — естественно-научные предметы, на нижнем уровне здания — английский язык,
- блок K — иностранные языки,
- блок L — репетиторы,
- блок M — отделение музыки и драмы,
- блок N — отделение изобразительного искусства, с тёмной комнатой для фотографов. Здесь также расположены комнаты для гостей, учебная кухня и класс швейных машин,
- блок X — компьютерные классы. Здесь же находится серверное оборудование школы[источник не указан 3191 день].

Школа оборудована системой оповещения на случай чрезвычайного происшествия с применением оружия, для предотвращения событий, подобных случаю в Виргинском политехническом институте. Эта система информирует преподавателей и учащихся о вооружённом вторжении, и мерах безопасности, которые должны быть предприняты для обеспечения безопасности учеников, сотрудников школы, кабинетов и зданий.

## Известные выпускники
- Элеонора Каттон — писательница, лауреат Букеровской премии 2013 года.
- Эндрю Эллис[англ.] — член сборной Новой Зеландии по регби.
- Роб Файф[англ.] — генеральный директор компании Air New Zealand.
- Джон Ки — премьер-министр Новой Зеландии (2008 — н.в.)[66].
- Джемма Найт — ведущая телевизионного шоу What Now.
- Генри Сулувейл[англ.] — регбист.
- Хейли Вестенра — певица.
- Шоу Нисбет — баскетболист, игрок Canterbury Rams[англ.].